# Gerben Karstens
Gerben Karstens (Voorburg, 14 gennaio 1942 – Dongen, 8 ottobre 2022) è stato un ciclista su strada e pistard olandese, campione olimpico della cronosquadre nel 1964 a Tokyo.
Passista-velocista, dopo il successo ai Giochi fu professionista per sedici stagioni, dal 1965 al 1980, vincendo una cinquantina di corse, comprese una Parigi-Tours e tredici tappe alla Vuelta a España.

## Carriera
Da dilettante si mise in particolare evidenza come componente del quartetto olandese che si aggiudicò la medaglia d'oro della cronometro a squadre ai Giochi olimpici di Tokyo nel 1964. Meno di un anno dopo, nell'aprile 1965, passò tra i professionisti con la Televizier, il team di Jo de Roo: già in quella stagione seppe ottenere alcuni risultati di prestigio quali la vittoria della Parigi-Tours e di una tappa al Tour de France, e il secondo posto al Giro di Lombardia.
Nella stagione successiva si laureò campione nazionale olandese, riuscendo anche a vincere tre tappe alla Vuelta a España e altre tre (tra cui una cronosquadre) al Tour de France; nel 1967 fu quindi primo in altre quattro frazioni della corsa spagnola, oltre a far sua una tappa al Giro di Svizzera. Il 1969 lo vide vincitore di una delle principali classiche del calendario internazionale, il Giro di Lombardia; alcuni giorni dopo, però, Karstens venne declassato a causa della positività ad un controllo antidoping e il successo fu di conseguenza assegnato al secondo classificato, il belga Jean-Pierre Monseré. In agosto a Zolder l'olandese aveva peraltro concluso al nono posto il campionato mondiale su strada, per quello che sarà il miglior suo piazzamento in dieci partecipazioni alla gara iridata.
Fu quindi secondo alla Milano-Sanremo 1970, battuto da Michele Dancelli, mentre l'anno dopo si rese ancora protagonista a Vuelta a España, Giro di Svizzera e Tour de France vincendo una tappa in ciascuna delle tre competizioni; nel 1973 ancora alla Vuelta si impose in ben quattro tappe, poi al Giro d'Italia si aggiudicò la frazione con arrivo a Milano (vinse pure a Strasburgo, ma venne retrocesso per scorrettezze in volata). L'anno dopo, alla Tours-Versailles, fu protagonista di un episodio simile a quello del 1969 al Giro di Lombardia: pur essendo giunto primo al traguardo della corsa, rifiutò di presentarsi al controllo medico e venne per tale motivo rimosso, come cinque anni prima nella classica d'autunno, dall'ordine d'arrivo. La vittoria andò a Francesco Moser.
Gli ultimi risultati di rilievo su strada li mise a referto al Tour de France, con i due successi di tappa, tra cui quello finale sugli Champs-Élysées, nell'edizione 1976 della Grande Boucle. Da qualche stagione, comunque, si dedicava con continuità al ciclismo su pista, partecipando ogni anno a numerose Sei giorni: in questa particolare tipologia di competizione conseguì due successi, nel 1973 a Londra e nel 1975 a Rotterdam, sempre in coppia con Léo Duyndam. Continuò tra i professionisti fino al 1980 – negli ultimi due anni fu attivo solo nei velodromi – poi abbandonò l'attività.

## Palmarès

### Strada
- 1962 (Dilettanti)

Ronde van Limburg
- 1963 (Dilettanti)

2ª tappa, 2ª semitappa Grand Prix Francois Faber (Wiltz > Lussemburgo)
2ª tappa Ronde van het IJsselmeer
- 1964 (Dilettanti)

Ronde van Noord-Holland
Ronde van Overijssel
3ª tappa Giro del Belgio dilettanti (Breendonk > Merelbeke)
13ª tappa Tour de l'Avenir (Orléans > Parigi)
- 1965 (Televizier, quattro vittorie)

2ª tappa Tour de Picardie
21ª tappa Tour de France (Auxerre > Versailles)
1ª tappa Giro dei Paesi Bassi (Amsterdam > Hoogezand-Sappemeer)
Parigi-Tours
- 1966 (Televizier, otto vittorie)

12ª tappa Vuelta a España (Huesca > Pamplona)
15ª tappa, 2ª semitappa, Vuelta a España (Haro > Logroño)
17ª tappa Vuelta a España (Burgos > Santander)
6ª tappa Critérium du Dauphiné Libéré (Gap > Avignon)
3ª tappa, 2ª semitappa, Tour de France (Doornik > Dunkerque)
9ª tappa Tour de France (Bordeaux > Bayonne)
Campionati olandesi, Prova in linea
2ª tappa Parigi-Lussemburgo (Troyes > Épinal)
- 1967 (Televizier, cinque vittorie)

7ª tappa Vuelta a España (Benidorm > Valencia)
10ª tappa, 2ª semitappa, Vuelta a España (Montjuich > Montjuich)
17ª tappa Vuelta a España (Villabona > Zarauz)
18ª tappa Vuelta a España (Zarauz > Bilbao)
4ª tappa Tour de Suisse (Martigny > Emmenbrucke)
- 1968 (Peugeot - BP - Michelin, una vittoria)

Grand Prix de Fourmies
- 1969 (Peugeot - BP - Michelin, una vittoria)

6ª tappa Quatre Jours de Dunkerque (Hazebrouck > Hazebrouck)
- 1970 (Peugeot - BP - Michelin, una vittoria)

4ª tappa Giro del Belgio (Heist > Heist)
- 1971 (Goudsmit - Hoff, tre vittorie)

11ª tappa, 1ª semitappa, Vuelta a España (San Sebastián > Bilbao)
7ª tappa Tour de Suisse (Villars > Lyss)
1ª tappa, 2ª semitappa, Tour de France (Basilea > Friburgo)
- 1972 (Rokado, due vittorie)

4ª tappa Giro di Sardegna (Nuoro > Porto Torres)
Polderpijl
8ª tappa, 1ª semitappa, Tour de Suisse (Pfaffikon > Olten)
- 1973 (Ha-Ro/Rokado, sei vittorie)

Omloop van het Waasland
2ª tappa Vuelta a España (Murcia > Albacete)
5ª tappa Vuelta a España (Cuenca > Teruel)
7ª tappa Vuelta a España (Puebla de Farnáls > Castellón de la Plana)
12ª tappa Vuelta a España (Manresa > Saragozza)
5ª tappa Giro d'Italia (Saint-Vincent > Milano)
- 1974 (Bic, quattro vittorie)

Tour du Haut-Var
3ª tappa Setmana Catalana (Girona > Castelldefels)
4ª tappa, 1ª semitappa Setmana Catalana (Villafranca del Panadés > Lleida)
16ª tappa Vuelta a España (Laredo > Bilbao)
- 1975 (Gitane Campagnolo, una vittoria)

4ª tappa Giro di Lussemburgo (Diekirch > Esch-sur-Alzette)
- 1976 (TI - Raleigh, sette vittorie)

Prologo Vuelta a Andalucía (Nerja > Nerja)
1ª tappa Vuelta a Andalucía (Malaga > Fuengirola)
2ª tappa, 1ª semitappa, Vuelta a Andalucía (Malaga > Antequera)
2ª tappa, 2ª semitappa, Vuelta a Andalucía (Antequera > Montilla)
12ª tappa Vuelta a España (Pamplona > Logroño)
18ª tappa, 3ª semitappa, Tour de France (Lacanau > Bordeaux)
22ª tappa, 2ª semitappa, Tour de France (Parigi > Parigi)
- 1977 (TI - Raleigh, due vittorie)

1ª tappa Giro dei Paesi Bassi (Alkmaar > Heerenveen)
Petegem-aan-de-Leie

#### Altri successi
- 1960 (Dilettanti)

Berkelse Wielerdag
Campeonato de Zuid-Holland
- 1961 (Dilettanti)

Criterium di Zwolle
Criterium di Brema
- 1962 (Dilettanti)

Campionati olandesi militari, Prova in linea
Criterium di Sassenheim
- 1964 (Dilettanti)

Criterium di Den Haag-Marktronde
Giochi olimpici, Cronosquadre (con Evert Dolman, Jan Pieterse e Bart Zoet)
Criterium di Leiderdorp
- 1965 (Televizier)

Criterium di Boom
Criterium di Essen
Criterium di Rijen
Criterium di Beveren Waas
Criterium di Sint-Amands
- 1966 (Televizier)

Acht van Chaam (Criterium)
Critérium des As
Criterium di Bonheiden
Criterium di Dendereleeuw
Criterium di Bergamo
Dernycriterium Goirle
Criterium di Eede
Criterium di Stein
3ª tappa, 1ª semitappa, Tour de France (Doornik, cronosquadre)
Campionati olandesi, Prova per club (con Kloosterman, Zoet e Zoetemelk)
- 1967 (Televizier)

Circuito di Escaut-Durme
Criterium di Saint-Claud
Campionati olandesi, Prova per club (con Kloosterman, Zoet e Zoetemelk)
Criterium di Hamme
- 1968 (Peugeot - BP - Michelin)

Campionati olandesi, Prova per club (con Zoet, Zoetemelk e Zoons)
Ronde van Ulvenhout
Criterium di Hanswert
Criterium di Belsele Waas
- 1969 (Peugeot - BP - Michelin)

Campionati olandesi, Prova per club (con Zoet, Zoetemelk e Zoons)
Criterium di Langemark
Criterium di Gap
Criterium di Putte-Mechelen
Criterium di Rijkevorsel
- 1971 (Goudsmit - Hoff)

Criterium di Beringen-Koersel
Criterium di Heusden-Destelbergen
Criterium di Booischot
Criterium di Brette-les-Pins
Criterium di Le Quillo
Criterium di Born
Criterium di Hendirk-ido-Ambacht
- 1972 (Rokado)

4ª tappa, 2ª semitappa, Parigi-Nizza (Valence, cronosquadre)
Criterium di Plessala
Criterium di Pléaux
Criterium di Ulestraten
- 1973 (Rokado/Ha-Ro)

Critérium des As
Criterium di Zwijndrecht
- 1974 (Bic)

Criterium di Stekene
Criterium di Sint-Amandsberg
- 1975 (Gitane Campagnolo)

Criterium di Dongen
Criterium di Kamerik
- 1976 (TI - Raleigh)

Campionati olandesi, Prova per club (con van Duren, van Leeuwen e Zoetemelk)
Gouden Pijl - Emmen
5ª tappa, 1ª semitappa, Tour de France (Leuven, cronosquadre)
Criterium di Oradour-sur-Glane
Criterium di Saussignac
Ronde van Pijnacker
- 1977 (TI - Raleigh)

Criterium di Dordrecht
Prologo Giro dei Paesi Bassi (cronosquadre)
- 1978 (TI - Raleigh)

Mijl van Mares
Criterium di Leiden

### Pista
- 1964 (Dilettanti)

Campionati olandesi, 50 chilometri Dilettanti
- 1972

Campionati olandesi, Americana (con René Pijnen)
- 1973

Sei giorni di Londra (con Léo Duyndam)
- 1975

Sei giorni di Rotterdam (con Léo Duyndam)

## Piazzamenti

### Grandi Giri
- Giro d'Italia

1973: 23º
- Tour de France

1965: 59º
1966: 46º
1967: 30º
1969: 65º
1971: 63º
1972: 60º
1974: 61º
1975: 50º
1976: 84º
1977: 52º
1978: squalificato (17ª tappa)
- Vuelta a España

1966: 21º
1967: 51º
1971: 39º
1973: ritirato (15ª tappa, 1ª semitappa)
1974: 48º
1976: non partito (19ª tappa, 2ª semitappa)

### Classiche monumento
- Milano-Sanremo

1966: 38º
1967: 9º
1968: 11º
1970: 2º
1971: 18º
1972: 13º
1975: 17º
- Giro delle Fiandre

1965: 31º
1966: 37º
1967: 10º
1968: 26º
1970: 22º
1971: 65º
1972: 34º
1974: 6º
1975: 6º
- Parigi-Roubaix

1965: 31º
1966: 10º
1967: 11º
1970: 9º
1971: 26º
1972: 13º
1975: 10º
- Liegi-Bastogne-Liegi

1971: 11º
1972: 21º
1975: 16º
- Giro di Lombardia

1965: 2º
1966: 11º
1969: declassato

### Competizioni mondiali
- Campionati del mondo

Salò 1962 - In linea Dilettanti: 12º
Ronse 1963 - In linea Dilettanti: 5º
Lasarte-Oria 1965 - In linea: 45º
Nürburgring 1966 - In linea: ritirato
Heerlen 1967 - In linea: 15º
Zolder 1969 - In linea: 9º
Mendrisio 1971 - In linea: 49º
Gap 1972 - In linea: ritirato
Barcellona 1973 - In linea: 37º
Montreal 1974 - In linea: 15º
Yvoir 1975 - In linea: ritirato
Ostuni 1976 - In linea: 22º
- Giochi olimpici

Tokyo 1964 - Cronosquadre: vincitore
Tokyo 1964 - In linea: 27º

### Competizioni europee
- Campionati europei su pista

Belgio 1971 - Derny: 4°
Belgio 1973 - Americana: 6°
Francia 1973 - Americana: 7°
Paesi bassi 1974 - Americana: 4°
Paesi bassi 1977 - Derny: 5°
Italia 1978 - Americana: 6°